# Ochthebius subopacus
Ochthebius subopacus är en skalbaggsart som beskrevs av Edmund Reitter 1885. Ochthebius subopacus ingår i släktet Ochthebius och familjen vattenbrynsbaggar. Inga underarter finns listade i Catalogue of Life.